# Wish (álbum)
Wish es el noveno álbum de estudio de la banda británica de rock alternativo The Cure, publicado en 1992 por Fiction Records. Fue el último trabajo con el batería Boris Williams y el primero que contó oficialmente con Perry Bamonte en la guitarra. El teclista Roger O'Donnell, quien se había incorporado en 1987, abandonó el grupo en 1990 debido a problemas con algunos de los otros miembros y debido a ello no participó en su grabación. Por esa razón, en los conciertos en vivo Bamonte tuvo que asumir su puesto.
El disco no tuvo una unidad conceptual como Disintegration, aunque se sugirió una ordenación al comenzar con una canción titulada «Open» y terminar con otra llamada «End». Asimismo, la mayoría de los temas fueron autobiográficos y trataron sobre los excesos de Robert Smith con el éxito. Musicalmente, está influenciado por el movimiento shoegaze que se ve reflejado en pistas como «Open», «From the Edge of the Deep Green Sea», «Cut» o «End», en donde se da una gran importancia al uso de las guitarras y de las reverberaciones.
Al igual que en los álbumes en directo Paris y Show, la banda pasó a llamarse simplemente Cure sin el artículo the. El nombre del grupo fue modificado y se construyó un logotipo con las letras orientadas de manera diferente para componer la palabra cure, obra del guitarrista Porl Thompson.
Una vez que salió a la venta recibió críticas musicales dispares, aunque la mayor parte de ellas fueron favorables, como las de las revistas NME y Rolling Stone, que lo valoraron como uno de sus mejores discos hasta la fecha de su publicación. Alcanzó el primer lugar de la lista británica y obtuvo el número 2 en el conteo estadounidense; la mejor posición que ha logrado una de sus producciones en Estados Unidos. Además, estuvo nominado a los premios Grammy de 1993 en la categoría de mejor álbum de música alternativa. En cuanto a su promoción, en el mismo año tuvo lugar su respectiva gira, Wish Tour, y se lanzaron tres sencillos: «High», «Friday I'm in Love» y «A Letter to Elise», en ese orden de aparición.
En diciembre de 2022 se publicó su versión Deluxe Edition continuando con esta serie después de más de 12 años. Consta de 2 partes; la primera parte contiene el álbum original con audio digitalizado y remasterizado, y la segunda parte incluye demos de la época, remixes de los sencillos y la versión en vivo inédita del tema ‘End’ grabada en París en 1992.

## Influencias

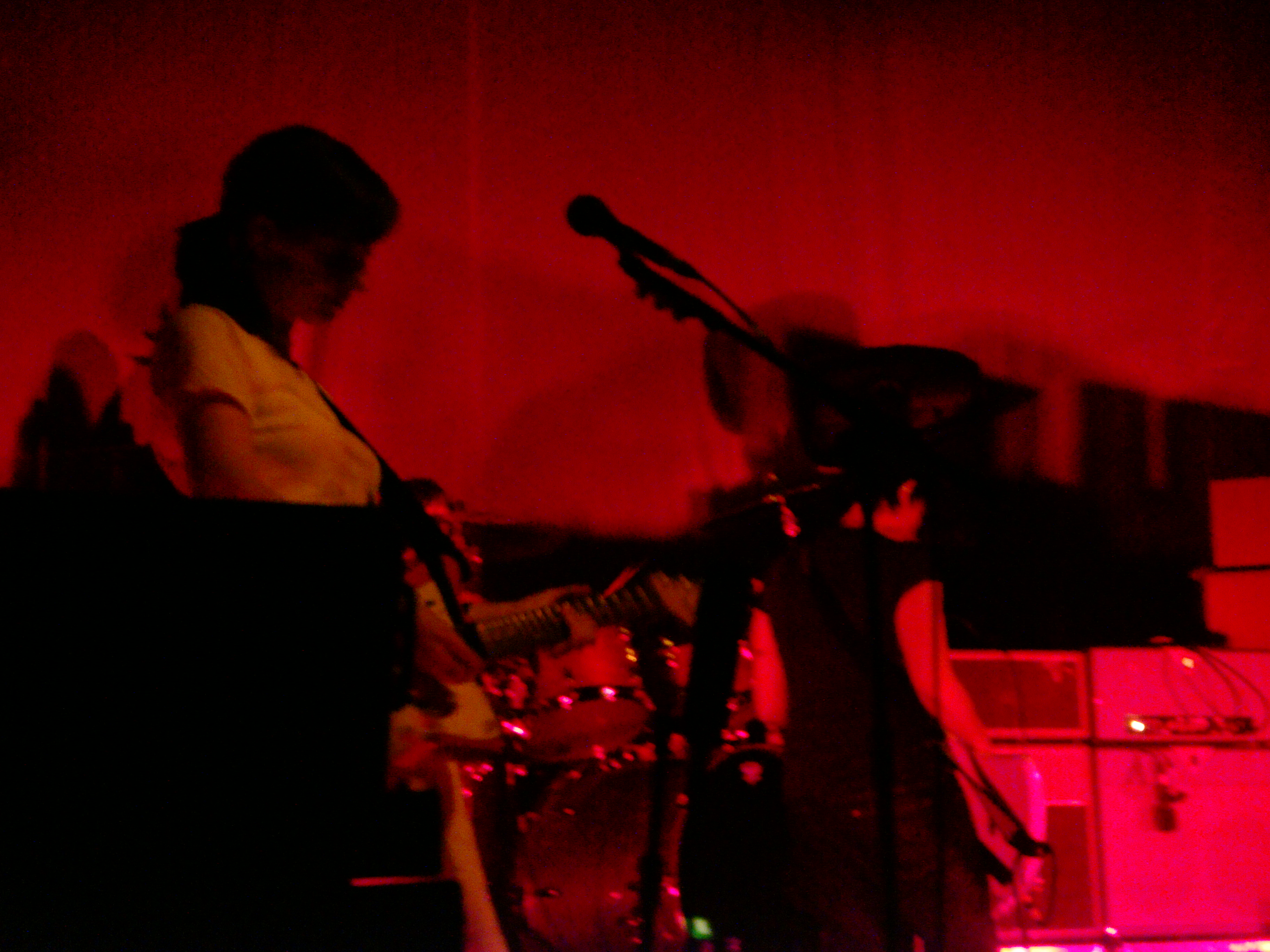
Los irlandeses My Bloody Valentine fueron los paladines del estilo shoegazing e influyeron a Robert Smith para componer Wish. En la imagen, My Bloody Valentine en 2008.

El álbum posee influencias del shoegaze, un estilo de música alternativa que surgió en el Reino Unido a finales de los ochenta y principios de los noventa. Los irlandeses My Bloody Valentine fueron uno de los referentes de ese estilo con la publicación de su álbum Loveless en 1991. Este grupo se convirtió en uno de los favoritos del propio Robert Smith, líder de The Cure desde sus inicios. Tras oír a My Bloody Valentine, Smith declaró: 

«Fue la primera banda que escuché que claramente nos pateaba en el culo y su álbum Loveless está entre mis tres favoritos de todos los tiempos. Es el sonido de alguien [refiriéndose al guitarrista y líder, Kevin Shields] que es tan resuelto que está histérico. Y el hecho de que gastaran tanto tiempo y dinero en esto es excelente».

Smith compuso cuatro canciones con tendencias fuertemente shoegaze: «Open», «From the Edge of the Deep Green Sea», «Cut» y «End».

## Concepto y temática
The Cure compuso cuarenta y cuatro canciones, aunque solo se escogieron doce. Asimismo, la heterogeneidad del disco recordó a la de Kiss Me, Kiss Me, Kiss Me, un álbum de 1987 con el que críticos y seguidores lo compararon reiteradamente.
En esta ocasión, el resto de los miembros de la banda volvieron a colaborar activamente en la composición de los temas. Según cuenta Jeff Apter en su biografía Never Enough: «Wish comienza con una canción titulada "Open" y finaliza con [una llamada] "End", esto puso de manifiesto una clara voluntad literaria debido al estado de ánimo de Robert Smith, a diferencia de Kiss Me..., en donde Smith no se planteó esa misma unidad temática».
Wish fue uno de los trabajos musicales más autobiográficos compuestos por Robert Smith, en donde expuso sus relaciones y contradicciones con el éxito, sobre todo en «Open» y «End», respectivamente. Ambas fueron una especie de declaración de intenciones, en donde el cantante expresó el hartazgo y el cansancio que le producía haberse convertido en una estrella del rock.

## Grabación

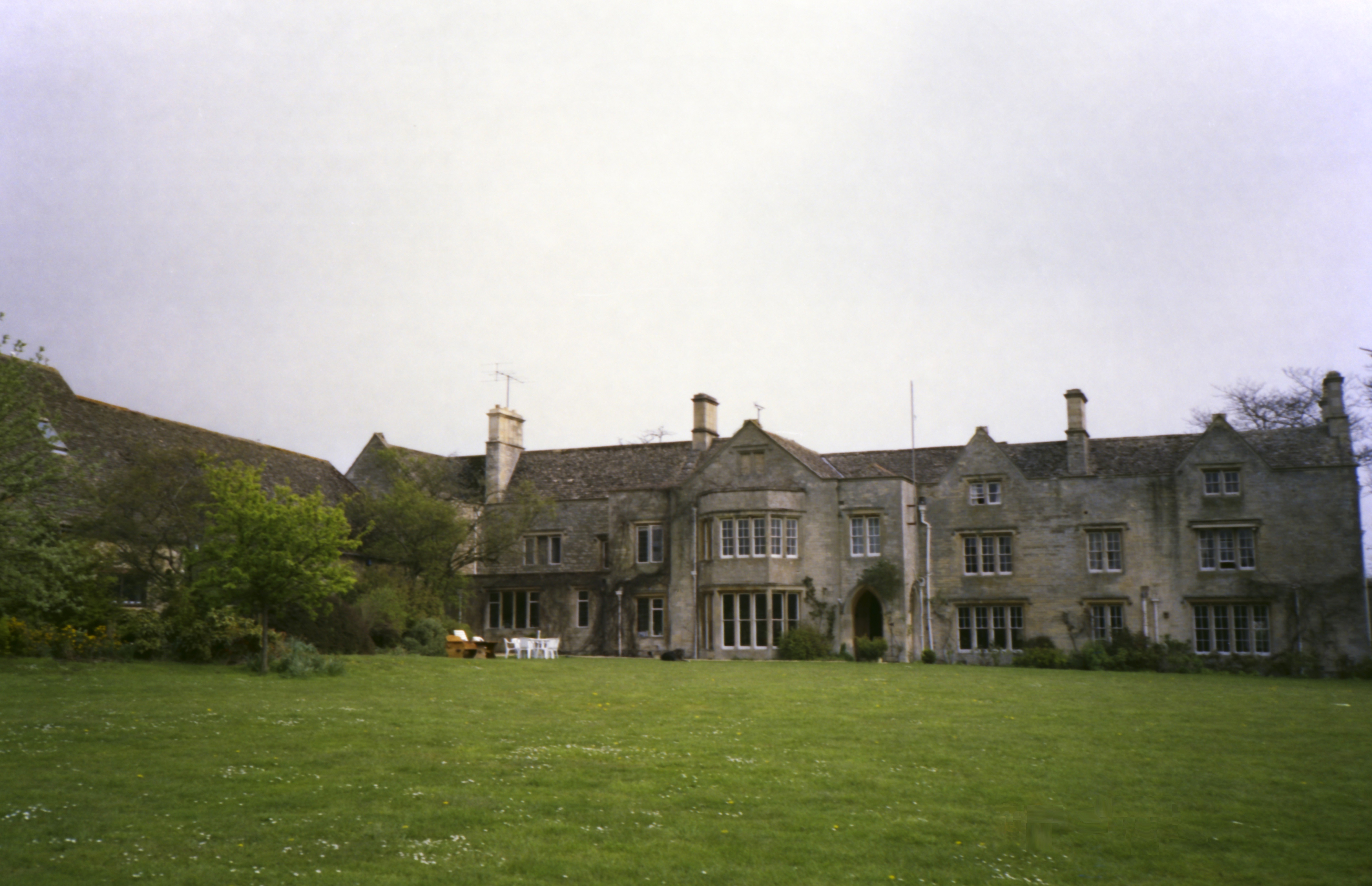
La grabación de Wish tuvo lugar en The Manor Studios de Oxfordshire. En la imagen, una panorámica de la fachada de los estudios.

El disco se grabó en The Manor Studio, Oxfordshire (Inglaterra), propiedad de Richard Branson, el jefe de la multinacional Virgin Group. Las sesiones comenzaron el 1 de septiembre de 1991 y acabaron entre marzo y abril de 1992. Como en su disco anterior, Disintegration, Dave Allen realizó nuevamente la producción del álbum junto con el propio Smith.
Pese a que las demos se llevaron a cabo con relativa facilidad, las sesiones de estudio fueron extremadamente difíciles.
Sin los teclados de Roger O'Donnell, que quedó fuera de la grabación por problemas con algunos miembros de la banda, la producción de Wish se centró mayormente en la composición de un gran número de riffs de guitarra. Para ello, y en sustitución de O'Donnell, Perry Bamonte, pipa de la formación desde hacía años, se incorporó oficialmente en 1990 al cuarteto restante y prestó gran ayuda en la producción de dichos riffs. Fue también el último trabajo del baterista Boris Williams, reemplazado por Jason Cooper en el siguiente LP, Wild Mood Swings (1996).

## Música y arte

### Estilo musical

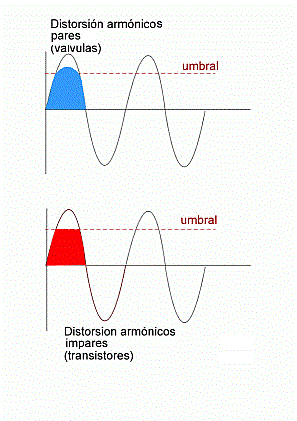
Diagrama que muestra la onda de sonido distorsionada, característica del shoegaze y de las guitarras eléctricas de Wish.

A principios de los años 90, Robert Smith estuvo interesado por los nuevos grupos que surgieron como Ride, My Bloody Valentine o Lush, aglutinados todos ellos en un género musical llamado shoegaze, caracterizado por un sonido abrumadoramente fuerte, con fraseos de guitarra largos y zumbantes, ondas de distorsión y cascadas de retroalimentación.
Conscientes de esa nueva orientación en el estilo de The Cure, Smith escribió un verso en la canción inicial «Open» confirmando su nueva actitud musical: «And I get transfixed / That fixed /And I'm just looking at the floor», que traducida literalmente al español sería: «Y me quedo pasmado / con los ojos fijos / Y me quedo mirando al suelo». Este verso puso en relación el interés de Smith por la escena shoegazing, a pesar de no abandonar los tópicos de la banda ni su interés por las letras mórbidas y los sonidos góticos, como en la canción «Apart».
Sobre el álbum, argumentaron que en este se reincidía demasiado en la manida temática del desamor, a la vez que, de forma contradictoria, se quejaban de que contenía pasajes demasiado alegres para una banda tan oscura. Musicalmente se le tachó de ser demasiado pop para lo que se esperaba de The Cure.

### Portada
La carátula del álbum fue realizada por el estudio gráfico propiedad de Andy Vella, Parched Art, que cumplió la misma labor en las de The Top (1984) y Kiss Me Kiss Me Kiss Me (1987), entre otros. Se basa en una pintura del guitarrista de la banda, Porl Thompson y del mismo Vella.
Al igual que en los dos álbumes en directo Paris y Show, ambos editados en 1993, la banda pasó a llamarse simplemente Cure sin el artículo the. Para el grafismo de estos tres discos, Parched Art rediseñó el nombre del grupo y Porl Thompson construyó un logotipo con las letras orientadas de manera diferente para componer la palabra cure. Dicho logotipo se usó en la funda, ilustraciones, publicidad y en otras promociones del LP. No obstante, el grupo nunca cambió oficialmente su nombre y el artículo the volvió a usarse en su siguiente disco, Wild Mood Swings.

## Lanzamiento

### Recepción
Wish se publicó en 1992 a través de los sellos Fiction en el Reino Unido, Elektra en el continente americano, y por Polydor a nivel mundial. Fue el primer trabajo musical de The Cure en editarse en disco compacto, cuya duración ya fue planeada para este formato en particular; en su versión en vinilo, se editó como álbum doble.
A pesar de que no fue tan bien acogido por la crítica del momento como su antecesor Disintegration, Wish se convirtió en el mayor éxito comercial en la historia de The Cure. El disco debutó como número uno de ventas en la lista de éxitos de Reino Unido. En Estados Unidos alcanzó el puesto dos de la Billboard 200 donde permaneció veintiséis semanas seguidas en la lista, y en donde se vendieron 1,2 millones de copias.
Wish se consideró como un disco equilibrado en donde se alternan momentos puramente de rock alternativo como «Open», «Cut» y «End» con otros más oscuros como «From the Edge of the Deep Green Sea», «To Wish Impossible Things» —en la línea de sus anteriores álbumes como Pornography o Disintegration— e, incluso, algunas melodías pop convertidas en grandes éxitos comerciales de la banda, tales como «High» o «Friday I'm in Love». En las ruedas de prensa, Robert Smith convocaba al resto de la banda, aunque él mismo era el portavoz, cosa que poco a poco acabó en hartazgo por parte de los otros miembros.
El LP estuvo nominado a los premios Grammy como mejor álbum de música alternativa junto a Good Stuff de The B-52's, Your Arsenal de Morrissey, Nonsuch de XTC y Bone Machine del cantautor americano Tom Waits, pero perdió ante este último.

### Crítica
El carácter más ligero y heterogéneo de este disco en relación con su predecesor fue bastante criticado por algunos cronistas de la época como Gina Arnorld que, desde las páginas del Entertainment Weekly, escribió que «Smith aún no ha llegado del todo a la conclusión adulta de que antes de hallar la paz interior deberá asumir alguna responsabilidad por sus propias acciones».
David Quantick, crítico de NME, alabó el disco en el momento de su publicación: «Las doce canciones son, casi sin excepción, atrevidos despliegues de talento. Cada momento de The Cure está aquí, hecho mejor que nunca». Menos entusiasta fue la revisión de la revista Rolling Stone. En su edición digital, James Hunter escribió: «Wish carece del agarre dinámico de Kiss Me Kiss Me Kiss Me (1987) y de la siniestra emoción de Disintegration (1989). Sin embargo, este álbum sobresaliente, como toda la mejor música de The Cure, funciona con su propia lógica impetuosa, lo que hace que sus polaridades emocionales sean una virtud».
Una de las críticas más duras que recibió el álbum fue la de Chris Willman de Los Angeles Times, que tituló su reseña «Esta cura no vale la pena» y, durante su desarrollo, afirmó: «Era más fácil consentir las decaídas malhumoradas de Smith en sus días creativos, pero Wish encuentra a The Cure puliendo la pared de ladrillos de una calle sin salida». Y continuó diciendo: «El callejón sin salida todavía tiene sus placeres, pero las emociones que alguna vez fueron potentes [...] solo pueden ser transitadas algunas veces antes de que desinflen y se vuelvan repetitivas».

## Promoción

### Sencillos

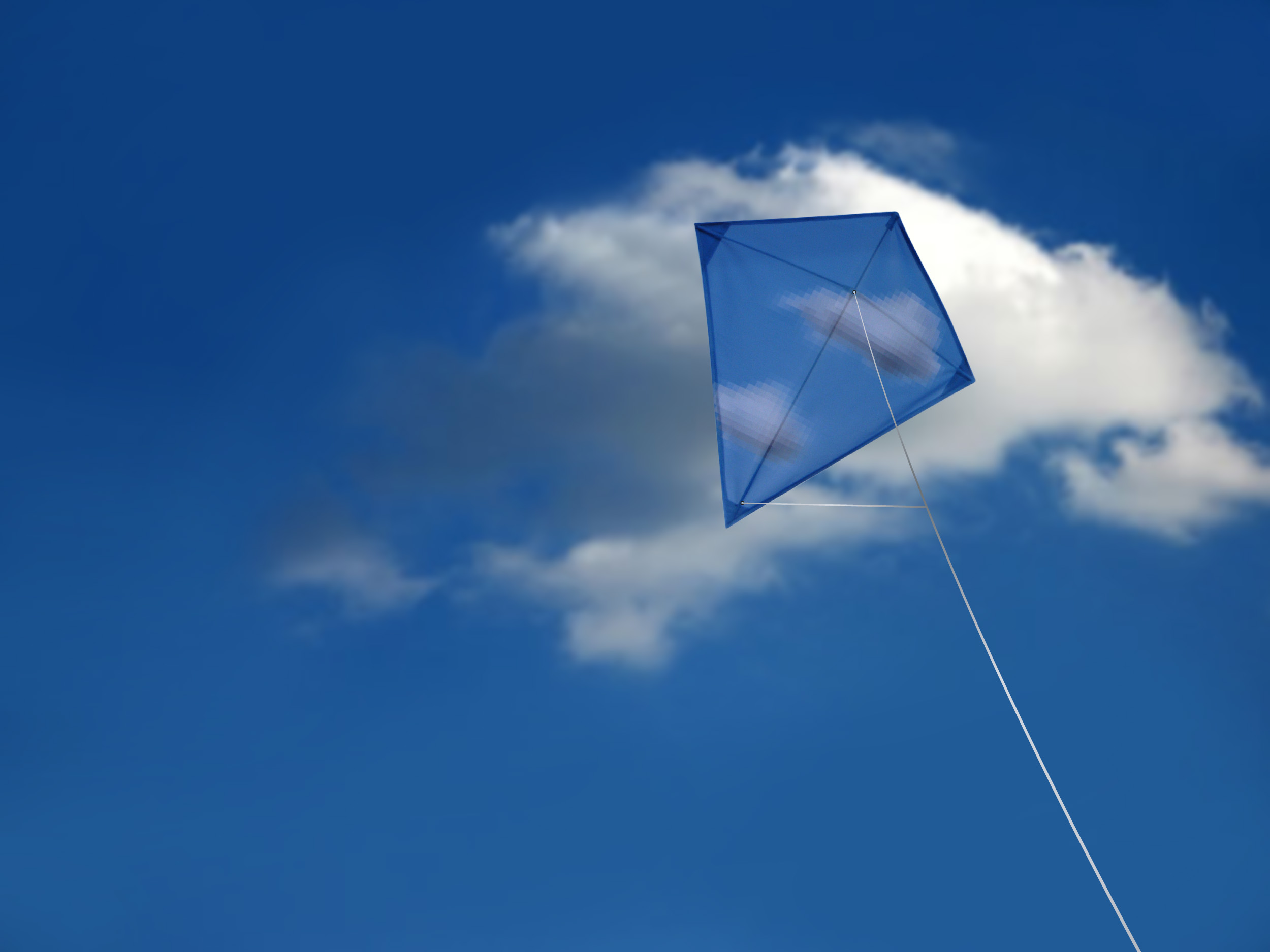
Durante el videoclip de «High», filmado por Tim Pope en 1992, Robert Smith sobrevolaba el cielo atado a una cometa parecida a la que aparece en la imagen.

El primer sencillo que se extrajo fue «High», que llegó a ser número 1 en la lista Modern Rock Tracks de la revista Billboard. Además, tanto la canción original como su versión remix ingresaron en la lista británica de sencillos en las posiciones 8 y 44, respectivamente. Su cara B fue «This Twilight Garden», que se completó en su versión maxi con la canción «Play». Su videoclip se filmó en marzo de 1992 y estuvo dirigido por el videógrafo habitual de la banda, Tim Pope. El grupo y Pope escogieron una cometa de la que colgaba Robert Smith interpretando la canción.
El segundo de los sencillos escogidos para promocionar el álbum fue «Friday I'm in Love», que obtuvo el certificado de disco de oro en Reino Unido y en Italia. La canción, que llegó al puesto seis en la lista británica de sencillos, tuvo su respectivo videoclip dirigido por Tim Pope, por el que ganó un premio de la cadena MTV como mejor video de 1992 elegido por los televidentes europeos. Su cara B fue «Halo» y, en su versión maxi, el sencillo incluyó «Scared as You» así como una remezcla de la canción titulada «Friday I'm In Love (Strangelove Mix)».
Su tercer y último sencillo fue «A Letter to Elise», que contó con el lado B a «The Big Hand». En su versión maxi, contuvo a «A Foolish Arrangement» y una remezcla de la propia canción: «A Letter To Elise (Blue Mix)». Este sencillo llegó al puesto 2 en la lista Modern Rock Tracks de la Billboard en Estados Unidos, así como entró en el puesto 28 de la lista británica. En esta ocasión, el videoclip estuvo dirigido por Aubrey Powell en vez de Tim Pope. Además, el grupo de Smith consiguió ingresar algunas de las canciones de Wish, como «Friday I'm In Love» y «High», en la principal lista americana de éxitos musicales.

### Gira
Debido a sus problemas con la banda el teclista Roger O'Donnell se retiró en 1990, por lo que Perry Bamonte tuvo que cubrir su lugar. Él había sido pipa de The Cure durante seis años y, en algunas ocasiones, ya había tenido que sustituir en los teclados a Lol Tolhurst durante sus actuaciones por los problemas que tenía con la bebida. Bamonte tocó los teclados durante los conciertos y luego sirvió de apoyo a Robert Smith y Porl Thompson en la guitarra
El recorrido del Wish Tour tuvo dos momentos: el primero de ellos fue una gira primaveral solamente por territorio británico que comenzó en Bradford (Inglaterra) el 21 de abril de 1992 y finalizó el 3 de mayo de 1992 en el National Ballroom de Londres. Más tarde en Providence (Estados Unidos) comenzó la gira mundial que continuó por Norteamérica, Canadá, Nueva Zelanda, Australia y acabó en Europa. En su paso por España, recaló en tres ciudades: Barcelona, Madrid y San Sebastián.
De la presente gira, se editaron dos discos en vivo: Show y Paris, ambos publicados en 1993. El primero fue un doble CD grabado durante la manga americana que contuvo algunas de sus canciones más comerciales, como «Inbetween Days» o «Just Like Heaven», mientras que el segundo, Paris, que se editó durante el momento europeo de la tournée, incluyó algunos de sus temas más oscuros como «Charlotte Sometimes» o «The Figurehead» para satisfacción de sus seguidores más góticos.

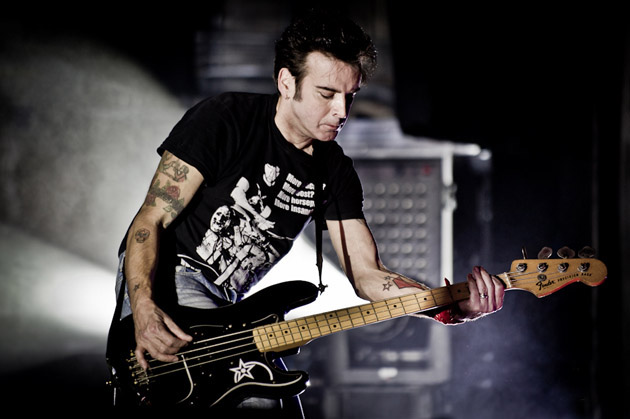
El Wish Tour se cobró una enfermedad del bajista de la banda, Simon Gallup, durante alguno de sus conciertos. En la imagen, el bajista en una actuación de 2012.

Se hicieron ciento once conciertos en total, y se estrenó además una película documental titulada Show (1993) dirigida por Aubrey Powell y Leroy Bennett.

### Secuelas tras el Wish Tour
La extenuante gira se cobró una pleuritis del bajista Simon Gallup, que tuvo que ser sustituido por Roberto Soave. Boris Williams desertó de The Cure en pos de The Piggle, la banda que había formado su novia Caroline Crawley, mientras que Porl Thompson, devoto de Led Zeppelin, se enroló junto a Jimmy Page y Robert Plant cuando estos precisaron de un guitarrista extra para su nueva gira. Tras finalizar el Wish Tour, Robert Smith anunció una vez más la disolución de The Cure; Smith no le veía futuro a la banda debido al litigio que tenía pendiente contra su excompañero Lol Tolhurst —expulsado de la formación durante la grabación del álbum Disintegration—, el cual demandaba a Smith todos los derechos de la marca The Cure.

## Listado de canciones
Todas las canciones fueron compuestas por Cure: (Smith/Gallup/Thompson/Williams/Bamonte).

| N.º | Título                                | Duración |  |
| 1.  | «Open»                                | 6:51     |  |
| 2.  | «High»                                | 3:37     |  |
| 3.  | «Apart»                               | 6:38     |  |
| 4.  | «From the Edge of the Deep Green Sea» | 7:44     |  |
| 5.  | «Wendy Time»                          | 5:13     |  |
| 6.  | «Doing the Unstuck»                   | 4:24     |  |
| 7.  | «Friday I'm in Love»                  | 3:30     |  |
| 8.  | «Trust»                               | 5:33     |  |
| 9.  | «A Letter to Elise»                   | 5:14     |  |
| 10. | «Cut»                                 | 5:55     |  |
| 11. | «To Wish Impossible Things»           | 4:43     |  |
| 12. | «End»                                 | 6:46     |  |

Fuente: Allmusic

## Logros y premios
| Año  | Lista | Posición | Certificación              |
| ---- | ----- | -------- | -------------------------- |
| 1992 | RU    | 1        | Disco de oro 100 000       |
| 1992 | USA   | 2        | Disco de platino 1 000 000 |
| 1992 | CAN   | —        | Disco de oro 50 000        |
| 1992 | AUS   | 1        | Disco de platino 70 000    |
| 1992 | AUT   | 14       | —                          |
| 1992 | ALE   | 6        | —                          |
| 1992 | NZ    | 3        | Disco de platino 70 000    |
| 1992 | SUE   | 10       | —                          |
| 1992 | SUI   | 8        | Disco de oro 25 000        |

| Año  | Resultado | Categoría                         | Premio |
| ---- | --------- | --------------------------------- | ------ |
| 1993 | Nominado  | Mejor álbum de música alternativa | Grammy |

## Créditos
| The Cure - Robert Smith – Voz y guitarra - Perry Bamonte – Guitarra y teclado - Simon Gallup – Bajo - Porl Thompson – Guitarra - Boris Williams – Batería y percusión Músico de sesión - Kate Wilkinson – Viola Fuente: Discogs | Producción - Productores - Dave Allen y Robert Smith. - Ingenieros de Sonido - Dave M. Allen y Steve Whitfield. - Ingenieros asistentes - Chris Bandy - Mezclador - Mark Saunders - Asistentes de mezclado - Andy Baker, William Parry, Danton Supple, Mark Warner y Shaw Defoe. - Arte en cubierta - Parched Art (Andy Vella y Porl Thompson). Otros créditos - Grabado en - The Manor - Mezclado en - Olympic Studios - Con licencia de - Polydor Ltd. - Publicado por - Fiction Records |

### Publicaciones
- Anderson, Jason (21 de julio de 2014). «Wild Mood Swings. A tortured gestation, strings quartets, multiple remixers, "crackpot salsa" and strickly no Britpop! The epic, undervalued chaos of The Cure's 10th.». Ultimate Guide Series (en inglés) (Uncut) (5): 94-97. ISSN 1368-0722.
- Mueller, Andrew (21 de julio de 2014). «Wish. "I really don't know what I'm doing here..." This time, has superstardom really made Robert Smith lose the plot?». Ultimate Guide Series (en inglés) (Uncut) (5): 94-97. ISSN 1368-0722.